# Jewgienij Dubrowin
Jewgienij Aleksandrowicz Dubrowin (ros. Евгений Александрович Дубровин; ur. 27 stycznia 1986 w Omsku) – rosyjski hokeista.

## Kariera
- Awangard Omsk (2002–2004)
- HK Lipieck (2004–2005)
- Awangard Omsk (2005–2008)
- Sibir Nowosybirsk (2008)
- Awtomobilist Jekaterynburg (2008–2011)
- Donbas Donieck (2011–2012)
- Kubań Krasnodar (2012-2014)
- Saryarka Karaganda (2015)[2]
- Sputnik Niżny Tagił (2015-2017)[3]
- KRS Heilongjiang (2017-)[4]
- Tsen Tou Jilin (2018)
- Jertys Pawłodar (2018-2019)[5]
- HK Riazań (2019-2020)[6]